# FamilyMart
FamilyMart Company, Ltd. (яп. 株式会社ファミリーマート, Кабусикигайся Фамирӣма̄то) — японская франчайзинговая сеть круглосуточных магазинов. Это вторая по величине сеть магазинов у дома в Японии после 7-Eleven. В настоящее время насчитывается 24 574 магазина в Японии, Тайване, Китае, Филиппинах, Таиланде, Вьетнаме, Индонезии и Малайзии. Штаб-квартира сети находится на 17 этаже здания Sunshine 60 в Икэбукуро, Тосима, Токио. В Японии есть несколько магазинов с названием Circle K Sunkus под управлением FamilyMart.
Все обычные товары японских магазинов, такие как основные продукты питания, журналы, манга, безалкогольные напитки, алкогольные напитки типа саке, никуман, жареная курица, онигири и бэнто, продаются в магазинах. FamilyMart известен своей характерной мелодией, которая звучит при входе в магазин. Звонки производятся исключительно компанией Panasonic, а мелодия, которую играют эти звонки, называется Melody Chime No.1 — Daiseikyou, и была первоначально разработана для Panasonic Ясухи Инада в 1978 году.

## История

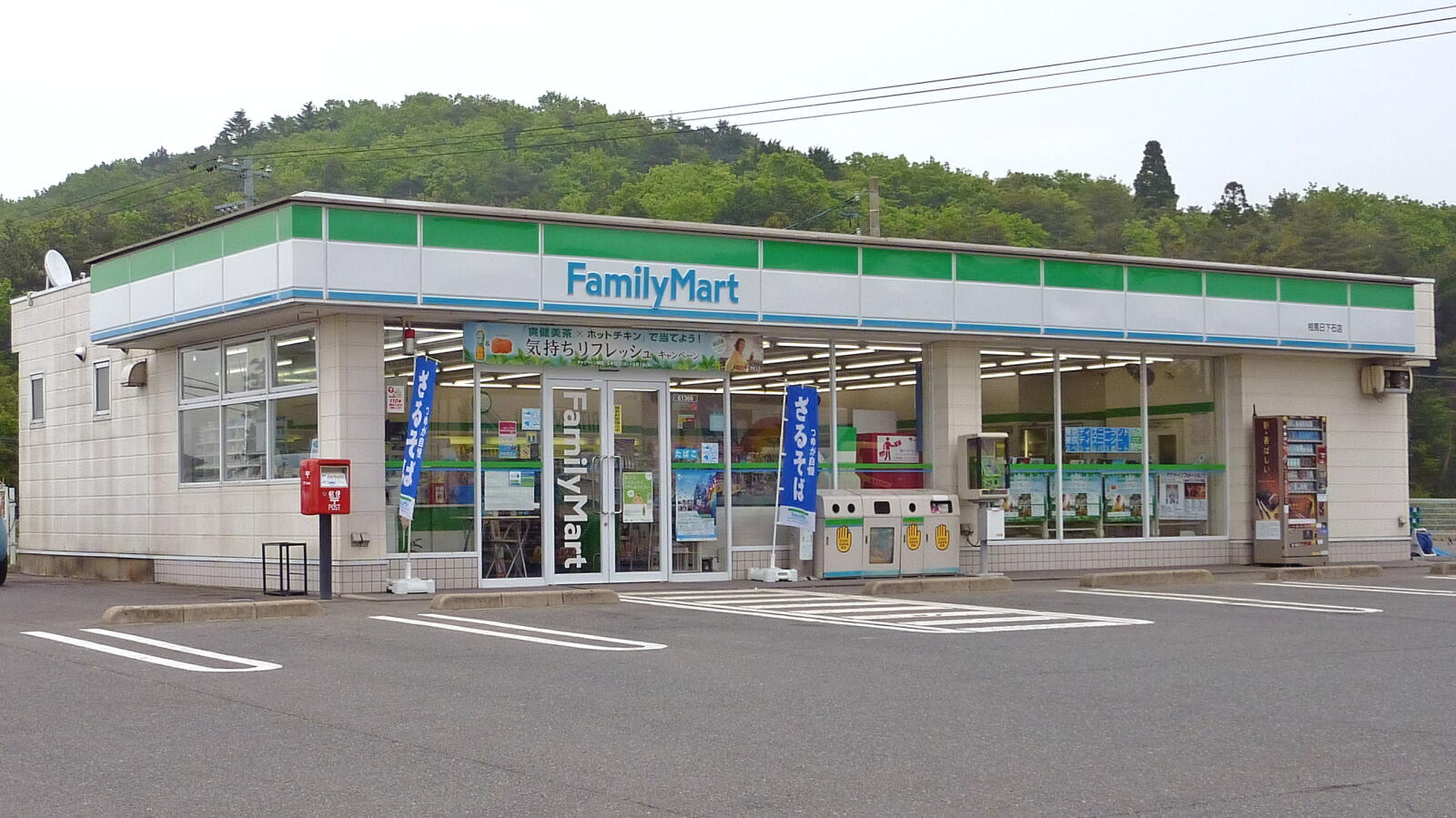
Магазин FamilyMart в Сома, Фукусима, Япония

Первый FamilyMart открылся в Саяме, Сайтама, в 1973 году.
Магазин продолжал расти, открывая по 500 магазинов каждые 3 года. В 2002 году он был зарегистрирован как компания на Тайване.
FamilyMart использует солнечную энергию в некоторых своих магазинах по крайней мере с 2004 года.
В настоящее время FamilyMart имеет франчайзинговые магазины в Китае, Филиппинах, Таиланде, Вьетнаме, Индонезии и Малайзии.
В октябре 2013 года FamilyMart открыла свой 10 000-й магазин в Японии. Рост в некоторых частях Азии, особенно в Китае, продолжается.
По состоянию на январь 2018 года во всём мире насчитывается 24 243 магазина, причём быстрый рост наблюдается в Азии за пределами Японии. В Японии насчитывается 17 409 магазинов, на Тайване — 3 165 магазинов, в Китае — 2 177 магазинов, в Таиланде — 1 138 магазинов, в Малайзии — 277 магазинов, на Филиппинах — 66 магазинов, во Вьетнаме — 165 магазинов, в Индонезии — 87 магазинов, FamilyMart имеет магазины во всех префектурах Японии.
FamilyMart ранее был крупнейшим сетевым магазином в Южной Корее. FamilyMart появилась в Южной Корее в 1990 году благодаря лицензионному договору франшизы с компанией Bokwang Group. Однако с 2012 года первоначальные магазины были ребрендированы в CU и управлялись отдельно компанией BGF Retail (тогда совместное предприятие FamilyMart и Bokwang Group). В 2014 году FamilyMart продала свою долю в BGF Retail после IPO и прекратила деятельность в Южной Корее в результате ребрендинга.
FamilyMart до 2020 года была дочерней компанией FamilyMart UNY Holdings Co., Ltd. (UFHD), которая также владела сетью супермаркетов Uny. UFHD была ликвидирована, когда Uny была приобретена материнской компанией Don Quijote в 2020 году. Материнской компанией FamilyMart Co. является японская торговая компания Itochu с долей в 50,1%. 8 июля 2020 года Itochu объявила, что потратит около 580 млрд иен (около 5,5 млрд долларов США) на покупку 100% FamilyMart, с намерением продать 4,9% акций Zen-Noh и Norinchukin Bank. Акционеры FamilyMart одобрили поглощение 26 октября, а 12 ноября акции были исключены из листинга, что привело к завершению сделки.